# Tahitifrugtdue
Tahitifrugtdue (Ptilinopus purpuratus) er en dueart, der lever på Selskabsøerne.